# Hlisztek
A hlisztek vagy khlisztek (orosz: Хлысты) az  orosz ún. szellemi keresztények egy titkos irányzata, amely az orosz ortodox egyházból vált ki, de hivatalosan el nem szakadt mozgalom tagjai voltak. Lelki vezetőiket és prófétáikat krisztusoknak és istenanyáknak nevezték. Hitük és tanításuk miatt az ortodox egyház és az állam üldözte őket. Egyesek szerint a korai egyházi gnoszticizmus utolsó létező eksztatikus-aszketikus ága volt.

## Története
A szektát egy Danyil Filippovics nevű jobbágy alapította 1645-ben. Filippovicsot követői az égből tüzes szekéren leszállt Istenanya megszemélyesítőjének vélték. Filippovics egy Ivan Szuszlov nevű jobbágyot fiává fogadott és "Krisztus"-nak nevezte.
A hagyomány szerint Szuszlovot kétszer feszítették keresztre az orosz hatóságok, de mindkét alkalommal megmenekült a haláltól.
Valószínű, hogy Szuszlov volt a mozgalom igazi alapítója.
A szekta a 17-18. század fordulóján volt a legnépesebb.
A szakadások gyengítették a mozgalmat, de a 20 század elején a számukat még 100 ezer fő körülire becsülték. Soha nem tűrték meg őket nyíltan, és a szovjet korszakban is üldözték őket.

## Jellemzők
Az alapító 12 parancsolatot fogalmazott meg, amely az alkoholtól és nemi érintkezéstől való tartózkodást és a Szentlélek sugallatainak való engedelmeskedést is magába foglalta.
Szertartásaikban központi helye volt a misztikus érzékelésnek. 
A papságot elvetették és a Theotokosz kivételével lemondtak a szentek tiszteletéről. Hittek a Szentlélekkel való közvetlen kommunikáció lehetőségében és annak élő emberekben való megtestesülésében. Hitték, hogy a Szentlélek bármelyikükre leszállhat, amelyet a ragyenyije (forgás, örvendezés) rituáléja során értek el. 
Minden "igaz" tag hallhatta a Szentlélek sugallatait, amelynek fegyelmezetten engedelmeskedniük kellett. Ájtatosságuk az eksztatikus állapotig fokozódott. 
A külső szemlélő személyiségzavarokkal küzdő, deviáns viselkedésű, de ártalmatlan embereknek vélte őket. Az eksztázis elérése érdekében addig táncoltak-énekeltek, amíg elragadtatott állapotba nem kerültek. Ekkor elszakadva a külvilágtól, értelmetlen szavakat kiáltoztak, és ezeknek az érzelmi kitöréseknek természetfeletti jelentést tulajdonítottak, jóslásokként értelmezték.
Aszkézist gyakoroltak, hogy felkészüljenek a Szentlélek testükbe való befogadására. Tartózkodtak az alkoholtól, és gyakran napokig vagy hetekig böjtöltek. Bár gyakorlati okokból megengedték a házasságot, "mert a feleség segítsége volt az embernek", bűn volt szexuális kapcsolatba lépni, még a saját feleségükkel is. A test gyarlóságához kapcsolódott az önostorozás gyakorlata, amely gyakran kísérte a ragyenyije rítust.
Bár 12 parancsolatuk előírta a szüzességet és kezdetben igen szigorú aszketizmust hirdettek, csoportjaikban akadt néhány túlbuzgó és szertartásaik gyakran fajultak orgiákká. A felfogásuk szerint a bűnt a bűn által semmisítették meg. A fertőbe való lemerülés által emelkedtek fel Istenhez.
Az orgiák után a bűnbánat jeleként megkorbácsolták magukat. Nevük az orosz hlisztből származik, melynek jelentése korbács.
 Az orgiákról és a szexuális túlkapásokról szóló történetek ellentmondásosak. Néhány kutató határozottan ellenzi, hogy ez az egész mozgalom kultuszának része volt. Helmuth von Glasenapp alapján is csak bizonyos csoportoknál volt jellemző a szexuális kicsapongás, ha a rendelkezésre álló beszámolók megfelelnek a tényeknek.
A szekta főként az úrbéres jobbágyok körében vert gyökeret. A legájtatosabb és a normálistól leginkább eltérően viselkedő tagokat szentként tisztelték, szavukat kinyilatkoztatásnak hitték. A szekta "szentjeinek" jogában állt a Biblia önkényes értelmezése. A "prófétáik" voltak az Istenanya kegyeltjei. 
Mindegyik vezetőjük "élő isten" volt, és minden gyülekezetnek (vagy "bárkának") megvolt a maga "Krisztusa" és "Istenanyja", akiket a szekta általános vezetője jelölt ki.
A hlisztek sem az egyházi, sem a világi hatóságokkal nem tudtak szót érteni. Nem voltak agresszívek, de a megbélyegzésük és üldözésük miatt bizalmatlanok voltak a kívülállókkal szemben. A közéjük belépő tagoknak meg kellett esküdniük a keresztre vagy a szentképre, hogy hitükről soha, semmit nem árulnak el, nem fedik fel senkinek, még gyóntatójuknak sem, üldözéskor és kihallgatáson és semmilyen hatóságnak sem.

## Raszputyin
Grigorij Raszputyint kétszer (1903-ban és 1907-ben) vizsgálta a tobolszki püspökség konzisztóriuma hliszt tanok terjesztésének vádjával. Mindkét nyomozást lezárták anélkül, hogy bizonyítékot találtak volna ellene, de a szóbeszéd továbbra is a szektához kapcsolta.
Egyes kutatók azt állítják, hogy Raszputyin elfogadta a hlisztek filozófiáját, anélkül hogy konkrétan csatlakozott volna hozzájuk.

## Napjainkban
Oroszországban  ma is élnek hlisztek, de vakbuzgóságuk és fanatikus hitük vesztett társadalomellenességéből. Bár elvekben a régi tanokat vallják, a gyakorlatban rákényszerülnek arra, hogy alkalmazkodjanak a változó történelmi-társadalmi feltételekhez. Szavakban deklarálják a hivatalos orosz ortodox egyházhoz tartozásukat, a pátriárkát elismerik egyházfőnek, de valójában továbbra is keresik a különállást.

## A művészetben
A hlisztek témája többek közt megjelent a következő szerzőknél:
- Dosztojevszkij "Ördögök" című regényében.
- Merezskovszkij "Krisztus és Antikrisztus" című regényében Péter és Alekszej.
- Andrej Belij "Az ezüst galamb " című regényében.
- Makszim Gorkij "Az anya" című regényében
- Makszim Gorkij "Klim Számgin élete. Negyven év" című művében.
- Majakovszkij "Harcolni kell" («Надо бороться») versében.
- Leszkov: Nevetés és bánat («Смех и горе»).
- Marina Cvetajeva
- Leopold von Sacher-Masoch osztrák író regényében